# Steffen Benndorf
Steffen Benndorf (geboren 1974 in Schmölln, DDR) ist ein deutscher Spieleautor, der vor allem Würfel- und Kartenspiele entwickelt. Bekannt wurde er vor allem durch die Entwicklung des Würfelspiels Qwixx und des Kartenspiels The Game, die jeweils für den Jurypreis Spiel des Jahres nominiert wurden.

## Biografie
Benndorf veröffentlichte 2009 als erstes Spiel das Würfelspiel Würfel Express bei Ravensburger Spiele, 2011 folgte Fiese 15! bei Schmidt Spiele. Es folgten 2012 die Würfelspiel-Adaption des Klassikers Mensch ärgere dich nicht unter dem Namen Mensch ärgere Dich nicht – mal anders und 2013 das Spiel Habe fertig beim Nürnberger Spielkarten Verlag (NSV). Das von ihm 2012 ebenfalls bei NSV veröffentlichte Würfelspiel Qwixx wurde im Folgejahr für das Spiel des Jahres nominiert, konnte sich jedoch gegen Hanabi von Antoine Bauza nicht durchsetzen. Aufgrund des Erfolgs von Qwixx entwickelte Benndorf mehrere Adaptionen des Spiels, die in den Folgejahren veröffentlicht wurden, unter anderem Qwixx Deluxe (2013), Qwixx gemixxt (2014), Qwixx – Das Kartenspiel! (2014) und Qwixx: Das Duell (2016). Auch das 2015 veröffentlichte Kartenspiel The Game wurde im gleichen Jahr zum Spiel des Jahres nominiert, unterlag jedoch gegen Colt Express von Christophe Raimbault. Auch von diesem Spiel entwickelte er weitere Versionen: The Game: On Fire (2015) und zusammen mit Reinhard Staupe The Game: Extreme (2016). Weitere Spiele von Benndorf sind das 2015 mit Reinhard Staupe als Co-Autor erschienene abstrakte Kartenspiel Träxx sowie das kooperative Kartenspiel Verflucht! von 2018.

## Ludographie (Auswahl)
- 2009: Würfel Express (Ravensburger Spiele)
- 2011: Fiese 15! (Schmidt Spiele)
- 2012: Mensch ärgere Dich nicht – mal anders (Schmidt Spiele)
- 2013: Habe fertig (Nürnberger Spielkarten Verlag)
- 2012: Pescado (Steffen-Spiele)
- 2012: Qwixx (Nürnberger Spielkarten Verlag)
- 2014: Qwixx – Das Kartenspiel! (Nürnberger Spielkarten Verlag)
- 2015: The Game (Nürnberger Spielkarten Verlag)
- 2015: Träxx (mit Reinhard Staupe, Nürnberger Spielkarten Verlag)
- 2017: twenty one (mit Reinhard Staupe, Nürnberger Spielkarten Verlag)
- 2018: Verflucht! (Amigo Spieleverlag)
- 2019: Ohanami (Nürnberger Spielkarten Verlag)
- 2019: Anubixx (mit Florian und Helmut Ortlepp; Nürnberger Spielkarten Verlag)
- 2020: Contact – Signale aus dem Weltall (Nürnberger Spielkarten Verlag)

## Auszeichnungen
- Spiel des Jahres
  - Qwixx: Nominierung 2013
  - The Game: Nominierung 2015
- À-la-carte-Kartenspielpreis
  - The Game: 2. Platz 2015